# Herma Baumová
Herma Baumová (23. ledna 1915, Vídeň – 9. února 2003 tamtéž) byla rakouská atletka a házenkářka, olympijská vítězka v hodu oštěpem.
V roce 1948 se stala olympijskou vítězkou v hodu oštěpem výkonem 45,57 m. O dva roky později vybojovala stříbrnou medaili ve finále této disciplíny na evropském šampionátu v Bruselu. Dvakrát vytvořila světový rekord v hodu oštěpem (nejlépe 48,63 m v roce 1948). Kromě atletiky se věnovala i házené, byla členkou rakouského národního družstva, které v roce 1949 získalo stříbrnou medaili na světovém šampionátu.